# Skilak River
Der Skilak River ist ein 14,6 km langer Zufluss des Skilak Lake auf der Kenai-Halbinsel im US-Bundesstaat Alaska. 

## Verlauf
Der Skilak River bildet den Abfluss des Gletscherrandsees unterhalb des Skilak-Gletschers. Er fließt über eine Strecke von 14,6 km durch die Kenai Mountains. Er fließt anfangs 4 km nach Norden, nimmt den Abfluss des Pothole Lake auf und wendet sich anschließend in Richtung Nordnordwest. Der Skilak River verläuft in einer 1,75 km breiten und über 10 km langen Moräne, die von dem Gletscherrandsee des Skilak-Gletschers zum Skilak Lake führt. Vom Hauptarm des Skilak River spalten sich mehrere Flussarme ab, die sich teilweise später wieder vereinigen oder an der Oberfläche oder abschnittsweise unterirdisch durch den Gesteinsschutt der Moräne zum Skilak Lake fließen. Der Ursprung des Skilak River liegt auf einer Höhe von etwa 150 m, die Mündung in den Skilak Lake auf einer Höhe von 58 m.